# Türkiye Süper Kupası 2024
La Türkiye Süper Kupası 2024, denominata Turkcell Super Cup per ragioni di sponsorizzazione, è stata la 51ª edizione della competizione e si è disputata il 3 agosto 2024 allo Stadio olimpico Atatürk di Istanbul.
A sfidarsi sono state il Galatasaray, detentore della Süper Lig 2023-2024, ed il Beşiktaş, vincitore della Türkiye Kupası 2023-2024.
Il trofeo è stato vinto dal Beşiktaş per 5-0. Per i Kara Kartallar si è trattato del decimo successo nella competizione, il primo dall'edizione 2021, eguagliando così il Trabzonspor.

## Partecipanti
| Squadre     | Qualificazione                           | Partecipazioni precedenti (il grassetto indica la vittoria) |
| ----------- | ---------------------------------------- | --- |
| Galatasaray | Vincitore della Süper Lig 2023-2024      | 26 (1966, 1969, 1971, 1972, 1973, 1976, 1982, 1985, 1987, 1988, 1991, 1993, 1994, 1996, 1997, 1998, 2006, 2008, 2012, 2013, 2014, 2015, 2016, 2018, 2019, 2023) |
| Beşiktaş    | Vincitore della Türkiye Kupası 2023-2024 | 21 (1966, 1967, 1974, 1975, 1977, 1982, 1986, 1989, 1990, 1991, 1992, 1993, 1994, 1995, 1998, 2006, 2007, 2009, 2016, 2017, 2021)                               |

## Tabellino
| Arbitro: | Atilla Karaoğlan |

|  |           |                                                                          |
|  | Marcatori | 1’, 81’ (rig.) Immobile 53’ J. Svensson 90+1’ Rafa Silva 90+2’ Hekimoğlu |